# Великобритания на зимних Олимпийских играх 1994
Великобритания принимала участие в Зимних Олимпийских играх 1994 года в Лиллехамере (Норвегия) в семнадцатый раз, и завоевала две бронзовые медали.

## Медали
Бронза
- Фигурное катание, пары — Джейн Торвилл и Кристофер Дин.
- Шорт-трек, мужчины — Никки Гуч.

## Состав сборной
Сборную страны представляли 32 спортсмена: 7 женщин и 27 мужчин, они соревновались в 8 видах спорта. 
Самой молодой участницей сборной была шорт-трекистка 18-летняя Дебби Палмер, самой старшей — 36-летняя фигуристка Джейн Торвилл.
Знаменосцем был Майк Диксон.

## Результаты

### Биатлон
Мужчины
| Спортсмен   | Соревнование               | Результат | Результат | Результат | Результат  | Результат |
| Спортсмен   | Соревнование               | Время     | Промахи   | Штрафы    | Отставание | Место     |
| ----------- | -------------------------- | --------- | --------- | --------- | ---------- | --------- |
| Майк Диксон | Индивидуальная гонка 20 км | 1:03:44,0 | 0 0 0 1   | 1         | +6:18,7    | 54        |
| Кеннет Радд | 10 км спринт               | 34:19,7   | 4 (3 + 1) | 4         | +6:12,7    | 67        |
| Ян Вудс     | 10 км спринт               | 31:58,3   | 2 (0 + 2) | 2         | +3:51,3    | 49        |
| Ян Вудс     | Индивидуальная гонка 20 км | 1:03:44,0 | 2 0 0 1   | 3         | +6:18,7    | 54        |

Эстафета 4×7,5 км (мужчины)
| Спортсмен                               | Результат | Результат | Результат |
| Спортсмен                               | Время     | Штрафы    | Место     |
| --------------------------------------- | --------- | --------- | --------- |
| Майк Диксон Ян Вудс Марк Ги Кеннет Радд | 1:39:16,0 | 0         | 17        |

### Бобслей
Соревнования по бобслею на зимних Олимпийских играх 1994 года прошли с 19 по 27 февраля, только среди мужских экипажей. Были разыграны два комплекта наград.
Мужчины-двойки
| Спортсмены            | Заезды (время) | Заезды (время) | Заезды (время) | Заезды (время) | Результат   | Результат |
| Спортсмены            | 1              | 2              | 3              | 4              | Общее время | Место     |
| --------------------- | -------------- | -------------- | -------------- | -------------- | ----------- | --------- |
| Шон Олссон Пол Филд   | 52,86          | 53,30          | 53,21          | 53,46          | 3:32,83     | 10        |
| Марк Таут Леннокс Пол | 52,77          | 53,15          | 52,99          | 53,24          | 3:32,15     | 6         |

Мужчины-четвёрки
| Спортсмены                                        | Заезды (время) | Заезды (время) | Заезды (время) | Заезды (время) | Результат   | Результат |
| Спортсмены                                        | 1              | 2              | 3              | 4              | Общее время | Место     |
| ------------------------------------------------- | -------------- | -------------- | -------------- | -------------- | ----------- | --------- |
| Шон Олссон Джон Херберт Дин Уорд Пол Филд         | 52,23          | 52,45          | 52,26          | 52,47          | 3:29,41     | 8         |
| Марк Таут Джордж Фаррелл Джейсон Уинг Леннокс Пол | 52,03          | 52,24          | 52,14          | 52,46          | 3:28,87     | 5         |

### Лыжные гонки
Соревнования проходили в лыжном центре Лиллехаммера.
Мужчины
| Спортсмен   | Дата       | Дистанция                                   | Результат | Результат | Результат | Результат | Результат | Результат |
| Спортсмен   | Дата       | Дистанция                                   | Старт     | Место     | Время     | Место     | Итог      | Место     |
| ----------- | ---------- | ------------------------------------------- | --------- | --------- | --------- | --------- | --------- | --------- |
| Дэвид Белам | 17 февраля | 10 км классическим стилем, раздельный старт |           |           |           |           | 28:00.2   | 68        |
| Дэвид Белам | 19 февраля | 15 км свободным стилем, гонка преследования | +03:40    | 68        | 41:17,8   | 64        | +9:09,0   | 63        |
| Дэвид Белам | 14 февраля | 30 км свободным стилем, раздельный старт    |           |           |           |           | 1:24:28,2 | 60        |

### Санный спорт

Санно-бобслейная трасса Лиллехаммера.

Соревнования мужчин на одиночных санях прошли  13 и 14 февраля  на санно-бобслейной трассе Лиллехаммера.
Мужчины (одиночные сани)
| Спортсмен | Заезды (время) | Заезды (время) | Заезды (время) | Заезды (время) | Результат | Результат |
| Спортсмен | 1              | 2              | 3              | 4              | Время     | Место     |
| --------- | -------------- | -------------- | -------------- | -------------- | --------- | --------- |
| Пол Хикс  | 52,410         | 52,398         | 52,073         | 52,234         | 3:29,115  | 26        |

### Фигурное катание
Произошли изменения в правилах: профессионалам разрешили «вернуть» себе любительский статус и принять участие в олимпийских играх. Это позволило вернуться известному танцевальному дуэту из Великобритании — Джейн Торвилл и Кристоферу Дину. 
Выступления спортсменов оценивали по старой системе судейства, где важнее была «сумма мест»: сколько судей поставят спортсмена на более высокое место.
Мужчины — одиночное катание
| Спортсмен     | Короткая программа | Короткая программа   | Произвольная программа | Итог             | Итог  |
| Спортсмен     | Сумма мест (FP)    | Место после короткой | Сумма мест (FP)        | Сумма мест (TFP) | Место |
| ------------- | ------------------ | -------------------- | ---------------------- | ---------------- | ----- |
| Стивен Казинс | 3,5                | 7                    | 9,0                    | 12,5             | 9     |

Женщины — одиночное катание
| Спортсменка      | Короткая программа | Короткая программа   | Произвольная программа | Итог             | Итог  |
| Спортсменка      | Сумма мест (FP)    | Место после короткой | Сумма мест (FP)        | Сумма мест (TFP) | Место |
| ---------------- | ------------------ | -------------------- | ---------------------- | ---------------- | ----- |
| Шарлин фон Захер | 6,5                | 1                    | 16,0                   | 22,5             | 15    |

Пары
| Жаклин Сомс Джон Дженкинс | 8,0 | 16 | 15,0 | 23,0 | 15 |

Танцы на льду
| Спортсмены                    | Обязательный танец 1 | Обязательный танец 1 | Обязательный танец 2 | Обязательный танец 2 | Оригинальный танец | Оригинальный танец | Произвольный танец | Итог             | Итог  |
| Спортсмены                    | Сумма мест (FP)      | Место                | Сумма мест (FP)      | Место                | Сумма мест (FP)    | Место              | Сумма мест (FP)    | Сумма мест (TFP) | Место |
| ----------------------------- | -------------------- | -------------------- | -------------------- | -------------------- | ------------------ | ------------------ | ------------------ | ---------------- | ----- |
| Джейн Торвилл и Кристофер Дин | 0,6                  | 3                    | 0,6                  | 3                    | 0,6                | 1                  | 3,0                | 4,8              | 3     |

### Фристайл
Соревнования по фристайлу на зимних Олимпийских играх 1994 года прошли с 15 по 24 февраля в фристайл-центре Кантхаугена (норв. «Kanthaugen Freestyleanlegg»). На этих олимпийских играх были впервые проведены соревнования по акробатике (до этого она была показательным видом).
Мужчины
| Спортсмен      | Соревнование | Квалификация | Квалификация | Финал            | Финал            |
| Спортсмен      | Соревнование | Очки         | Место        | Очки             | Место            |
| -------------- | ------------ | ------------ | ------------ | ---------------- | ---------------- |
| Ричард Коббинг | Акробатика   | 208.54       | 5 Q          | 196.58           | 10               |
| Хью Хатчисон   | Могул        | 22.27        | 25           | не вышел в финал | не вышел в финал |

Женщины
| Спортсменка  | Соревнование | Квалификация | Квалификация | Финал            | Финал            |
| Спортсменка  | Соревнование | Очки         | Место        | Очки             | Место            |
| ------------ | ------------ | ------------ | ------------ | ---------------- | ---------------- |
| Джилли Карри | Акробатика   | 74,21        | 21           | не вышла в финал | не вышла в финал |

### Шорт-трек

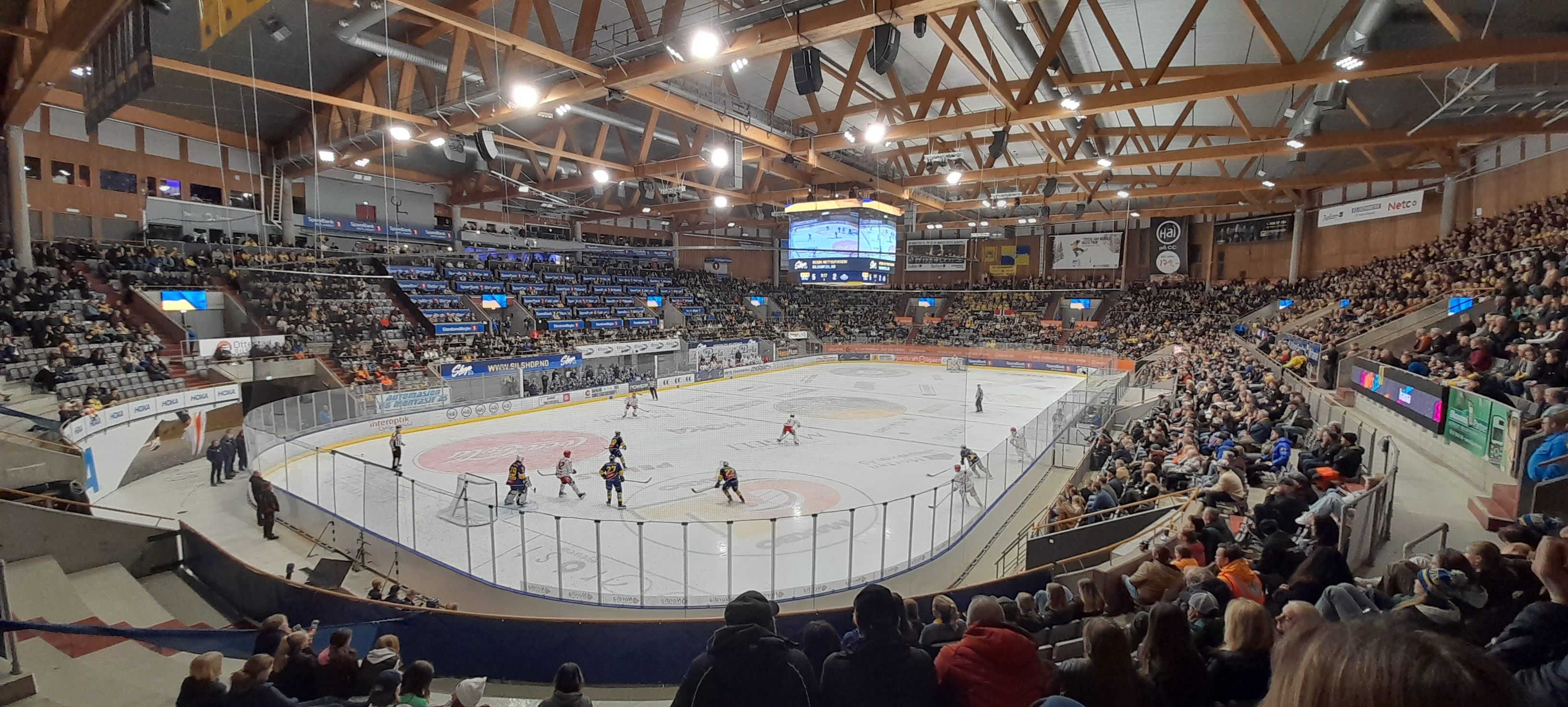
Крытый ледовый стадион CC Amfi или «Нордлюсхаллен», носивший в 1994 году название «Олимпийский амфитеатр», вмещает 7500 зрителей.

Соревнования прошли с 22 по 26 февраля в «Нордлюсхаллене» — Олимпийском амфитеатре в Хамаре.
Мужчины
| Спортсмен    | Дистанция | Отборочный | Отборочный | Четвертьфинал | Четвертьфинал | Полуфинал     | Полуфинал     | Финал         | Финал       |
| Спортсмен    | Дистанция | Время      | Место      | Время         | Место         | Время         | Место         | Время         | Место       |
| ------------ | --------- | ---------- | ---------- | ------------- | ------------- | ------------- | ------------- | ------------- | ----------- |
| Никки Гуч    | 500 м     | 44,03      | 1          | 44,25         | 2             | 44,40         | 2             | 43,68         | 03 ! [ 49 ] |
| Никки Гуч    | 1000 м    | 1:32,05    | 2          | 1:32,00       | 2             | 1:31,77       | 2             | DQ            | DQ          |
| Уилф О’Рейли | 500 м     | 46,41      | 4          | Ranking Round | Ranking Round | Ranking Round | Ranking Round | Ranking Round | 27          |
| Уилф О’Рейли | 1000 м    | 1:33,57    | 3          | Ranking Round | Ranking Round | Ranking Round | Ranking Round | Ranking Round | 22          |

Женщины
| Спортсменка  | Дистанция | Отборочный | Отборочный | Четвертьфинал | Четвертьфинал | Полуфинал     | Полуфинал     | Финал         | Финал |
| Спортсменка  | Дистанция | Время      | Место      | Время         | Место         | Время         | Место         | Время         | Место |
| ------------ | --------- | ---------- | ---------- | ------------- | ------------- | ------------- | ------------- | ------------- | ----- |
| Дебби Палмер | 500 м     | 47,93      | 4          | Ranking Round | Ranking Round | Ranking Round | Ranking Round | Ranking Round | 25    |
| Дебби Палмер | 1000 м    | 1:44,72    | 3          | Ranking Round | Ranking Round | Ranking Round | Ranking Round | Ranking Round | 20    |

### Комментарии
1. ↑  Гонка преследования заключалась в старте спортсменов в порядке их расположения в протоколе гонки на 10 км классикой. Спортсмены стартовали через интервалы времени от лидера десятикилометровой гонки, равные их отставанию от него на той дистанции.
2. ↑  Технически Никки Гуч занял 7 место в общем итоговом протоколе. См. Short Track Speed Skating at the 1994 Lillehammer Winter Games: Men's 1,000 metres и  Lillehammer 1994 - Short Track Speed Skating 1000m men Results